# Leochilus scriptus
Leochilus scriptus är en orkidéart som först beskrevs av Michael Joseph François Scheidweiler, och fick sitt nu gällande namn av Heinrich Gustav Reichenbach. Leochilus scriptus ingår i släktet Leochilus och familjen orkidéer. Inga underarter finns listade i Catalogue of Life.

## Bildgalleri

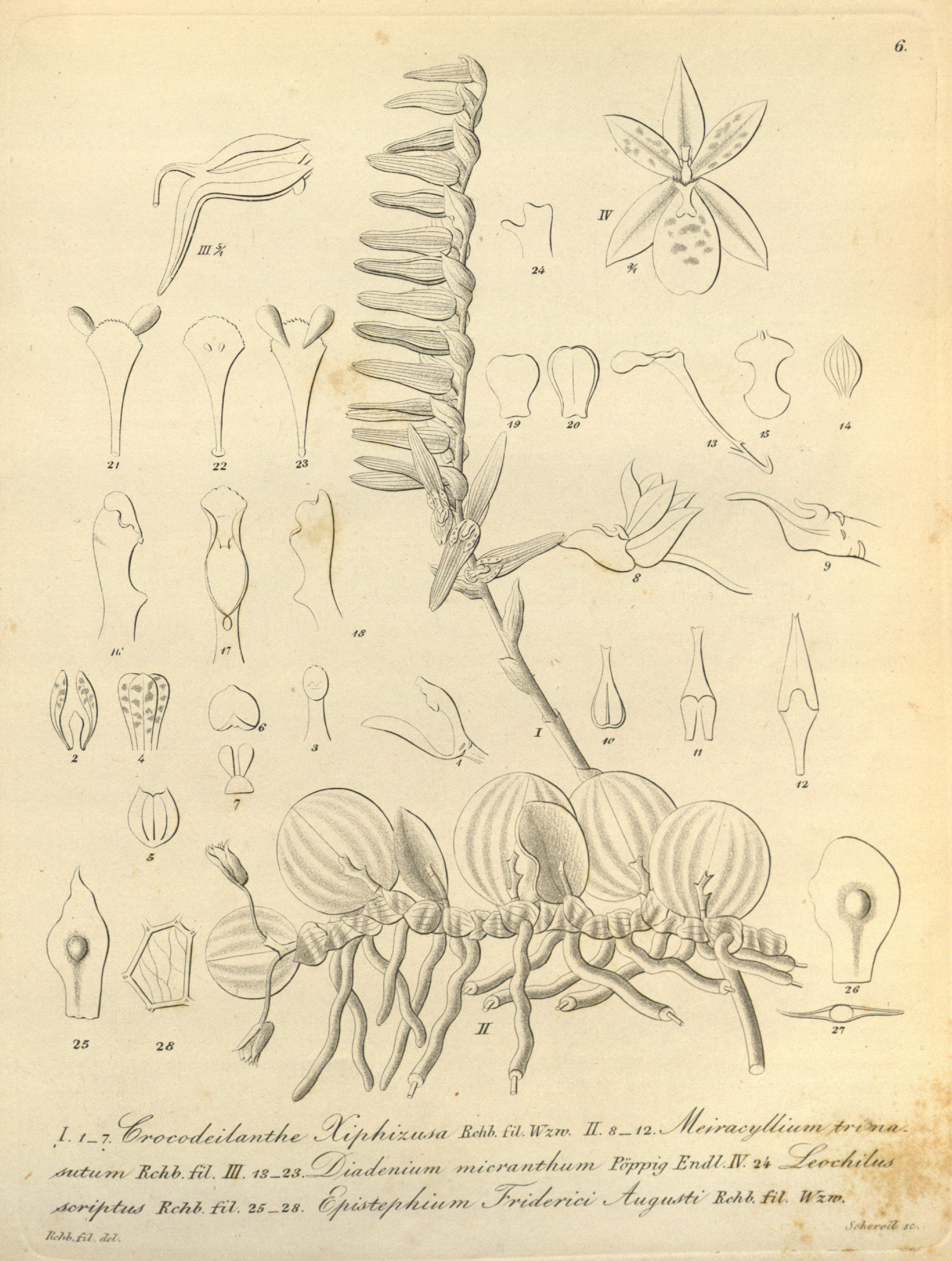